# Абхазка автономна съветска социалистическа република
Абхазката автономна съветска социалистическа република или Абхазка АССР (на абхазки: Аҧснытәи Автономтә Советтә Социалисттә Республика) е автономна република на Съветския съюз в състава на Грузинската ССР.
Появява се през февруари 1931 г., когато Социалистическа съветска република Абхазия, създадена на 4 март 1921 г., е преобразувана със статут на автономна съветска социалистическа република в състава на Грузинската ССР.
Територията е 8600 квадратни километра, а населението – 535 000 души. Съотношението градско/селско население е 261 000 към 274 000 души. Републиката е наградена с орден „Ленин“ (1935), орден „Октомврийска революция“ (1971) и орден „Дружба на народите“ (1972).
Абхазката АССР приема своята конституция на 2 август 1937 г. Върховният орган на законодателната власт е Върховния съвет избиран на всеки 4 години и неговия Президиум. Изпълнителната власт се изпълнява от Съвета на министрите назначаван от Върховния съвет.
Има 11 представители в Съвета на националностите на Върховния съвет на СССР.